# Croton sublinearis
Croton sublinearis är en törelväxtart som beskrevs av Jacques Désiré Leandri. Croton sublinearis ingår i släktet Croton och familjen törelväxter. Inga underarter finns listade i Catalogue of Life.